# Музеи Вильнюса

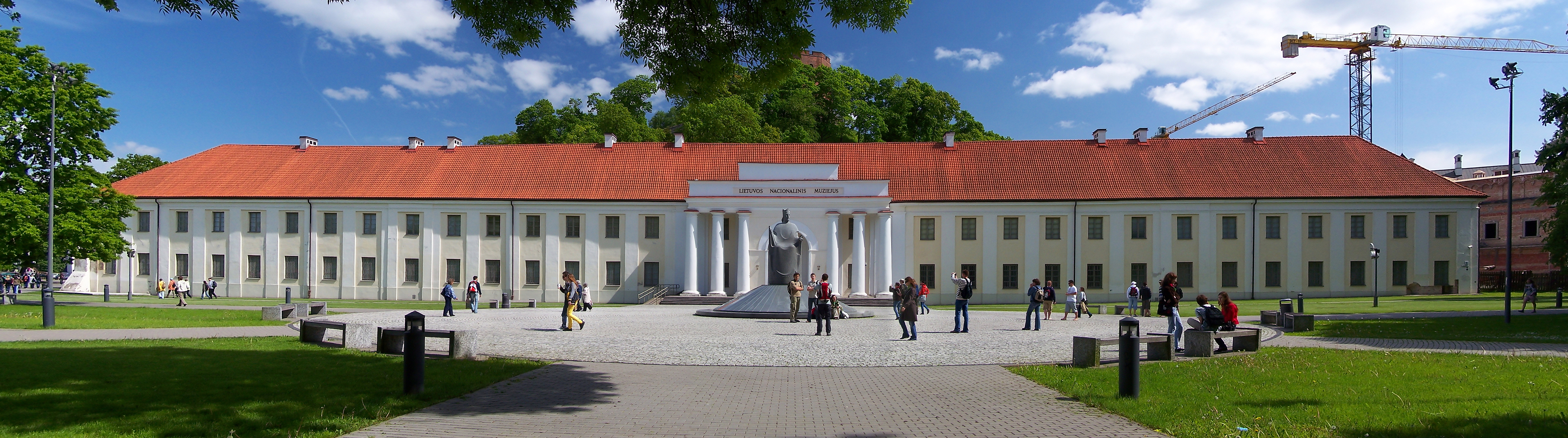
Национальный музей

Музе́и Ви́льнюса — научно-просветительские и исследовательские учреждения, расположенные в Вильнюсе и комплектующие, хранящие и экспонирующие произведения искусства, предметы истории и быта, материалы, отражающие развитие техники, промышленности, а также жизнь и деятельность выдающихся деятелей литературы и искусства.
Ныне в Вильнюсе насчитывается около 60 разнообразных национальных, городских, ведомственных и специализированных музеев. Богатством собраний и расположением выделяются Литовский художественный музей и Национальный музей.

## История

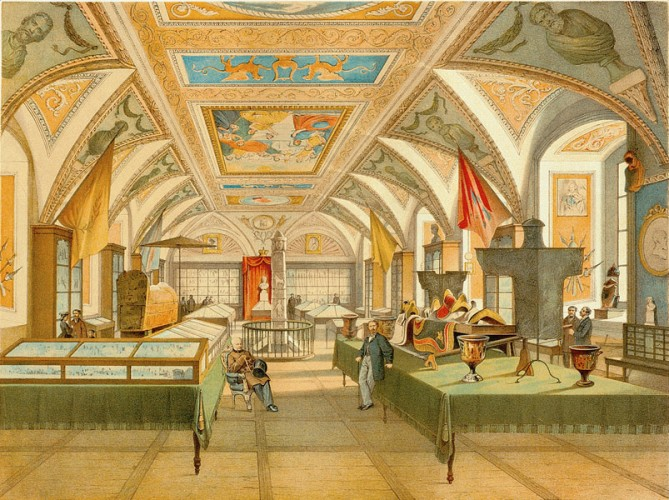
Музей древностей (Виленский альбом Яна Казимира Вильчинского)

Первым публичным музеем в Вильне был Музей древностей, основанный по инициативе историка и коллекционера графа Э. Тышкевича и действовавший с 1856 года в помещениях закрытого в 1832 году Виленского университета.
К Первой мировой войне в Вильне действовали Музей графа Михаила Николаевича Муравьёва (ул. Дворцовая 6), Музей при Публичной библиотеке (ул. Дворцовая 5), закрытый Педагогический музей при Управлении Виленского учебного округа (в так называемом доме Франка; ул. Большая 37).

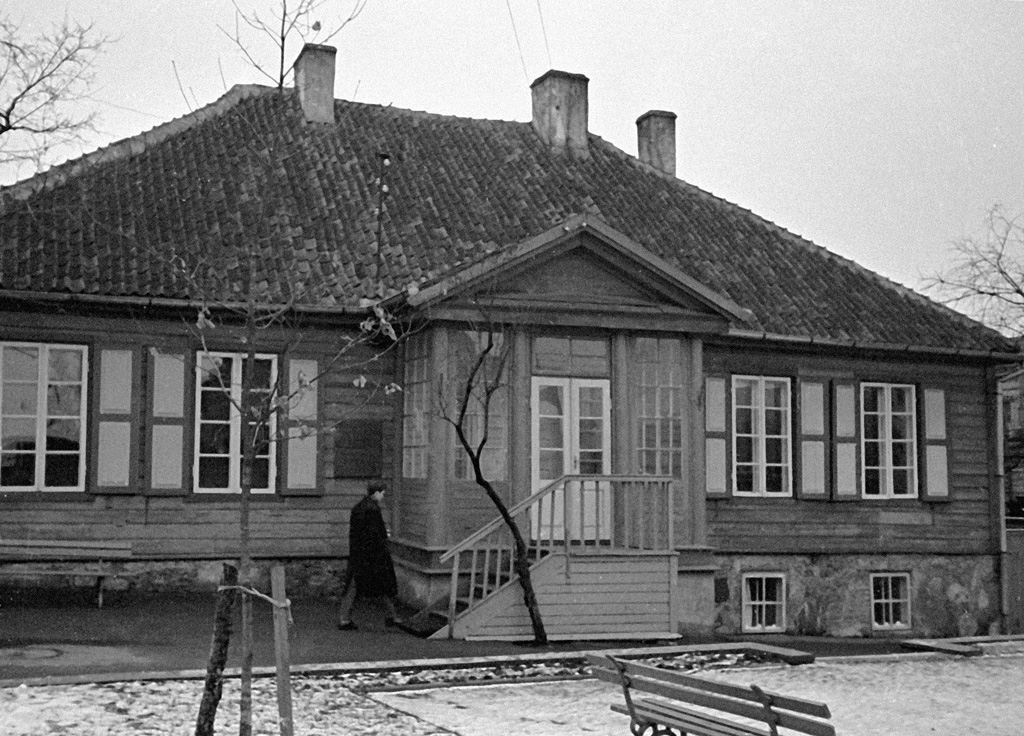
Мемориальный дом-музей Ф. Э. Дзержинского

В середине 1960-х годов в Вильнюсе работали Государственный историко-революционный музей (улица К. Пожелы, 32/1; позднее переименованный в Музей революции Литовской ССР), Музей жертв фашизма в Панеряй (улица Аграсту, 15), Художественный музей (улица Горького, 55), Картинная галерея в здании Кафедрального собора (площадь Гедиминаса), Историко-этнографический музей (ул. Врублевского, 1), Музей истории Вильнюса в башне Гедимина, Музей театра и музыки (улица Траку 2), Мемориальный дом-музей Ф. Э. Дзержинского в небольшом деревянном доме, где Дзержинский жил в 1895 году, оборудовал здесь тайную типографию, затем скрывался после побега из ссылки в 1902 году (улица Паупё, 26), Дом-музей А. Мицкевича (переулок Пилес, 11), Литературный музей им. А. С. Пушкина в бывшем имении сына поэта (улица Субачяус 124), Атеистический музей (иначе Музей атеизма) в бывшем костёле Святого Казимира (улица Горького, 74), а также Мебельная выставка (улица Горького, 36) и Постоянная строительная выставка, позднее преобразованная в Музей архитектуры (улица Шветимо, 13).
К концу 1970-х годов список музеев пополнили такие музеи, как Дом-музей I съезда КП Литвы (переулок П. Цвирки, 9), Дом-музей им. А. Ю. Снечкуса (улица Чюрлёнё, 66), Дворец художественных выставок (улица Музеяус, 2), Музей народного искусства в закрытом костёле Всех Святых (улица Руднинку, 20/2), а также Салон выставок Общества фотоискусства Литовской ССР (улица М. Антокольского, 4).

## Литовский художественный музей

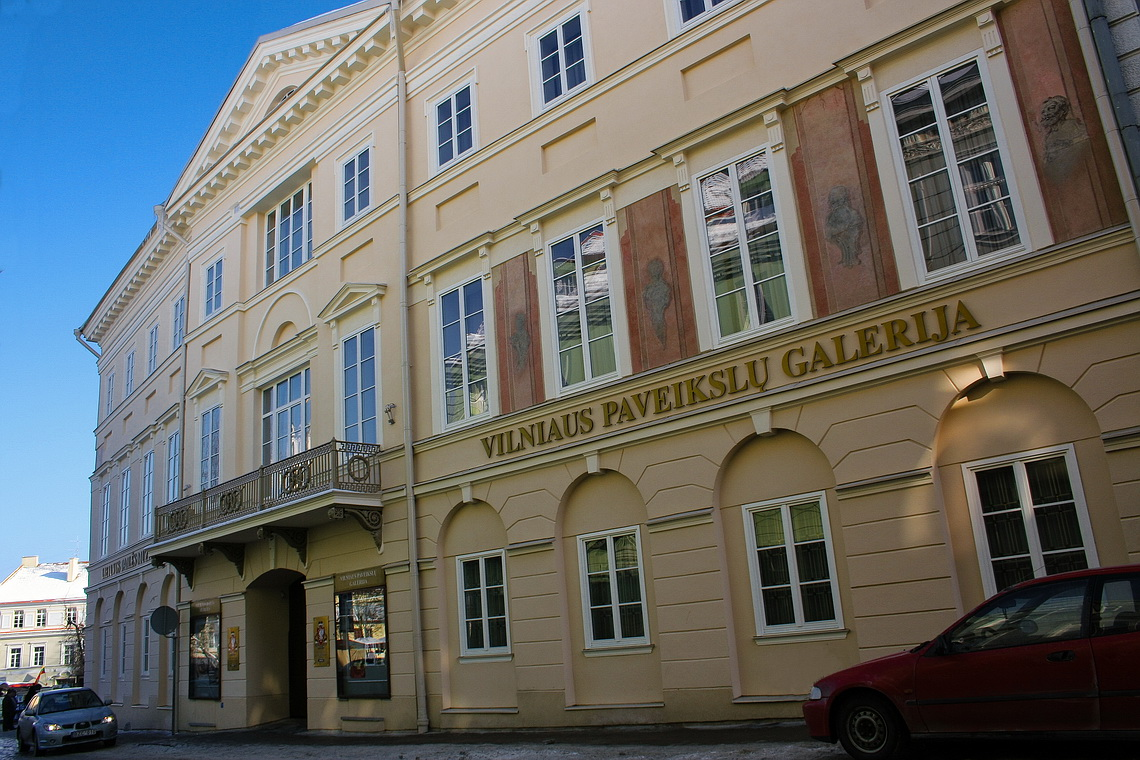
Дворец Ходкевичей

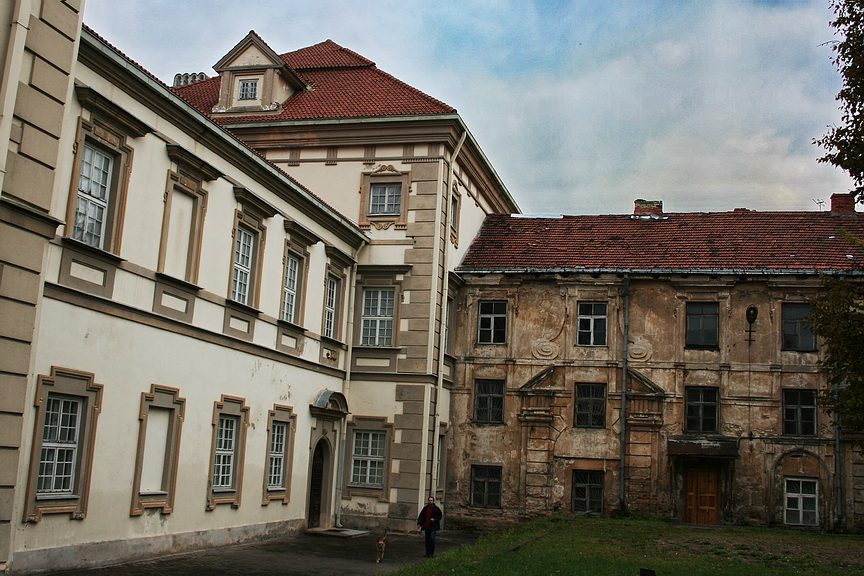
Дворец Радзивиллов

Вильнюсский государственный художественный музей был создан на основе действовавшего с 1933 года городского музея в 1941 году. В 1966 году он был преобразован в Художественный музей Литвы; экспозиции размещались в ратуше и (с 1956 года) в Картинной галерее в недействовавшем в то время Кафедральном соборе, с 1967 года в новом здании Дворца художественных выставок (ныне Центр современного искусства; ул. Вокечю, 2) и в филиалах в Вильнюсе, Паланге и других городах. После реорганизаций 1990-х годов в настоящее время в состав музея входят:
- Вильнюсская картинная галерея, в бывшем дворце Ходкевичей (с 1996) на улице Диджёйи (Didžioji g. 4): живопись, скульптура и графика в Литве XVI—XIX веков[5]

- Музей дворца Радзивиллов, в перестраивавшемся здании конца XVII века на улице Вильняус (Vilniaus g. 22): западноевропейское и русское искусство с XVI века до наших дней[6]

- Музей прикладного искусства, основан в 1987 году в здании Старого Арсенала у устья Вильни (Arsenalo g. 3а), части бывшего Нижнего Замка[7]

- Национальная галерея искусств (в бывшем Музее революции по проспекту Конституциёс (Konstitucijos pr. 22)

Национальному художественному музею принадлежат также Музей часов и Галерея Пранаса Домшайтиса в Клайпеде, Музей янтаря в Паланге, Музей миниатюр в Юодкранте, открытый в 1976 году, прекративший работать и возобновлённый летом 2007 года, Художественный музей Витаутаса Касюлиса в Вильнюсе.

## Национальный музей Литвы

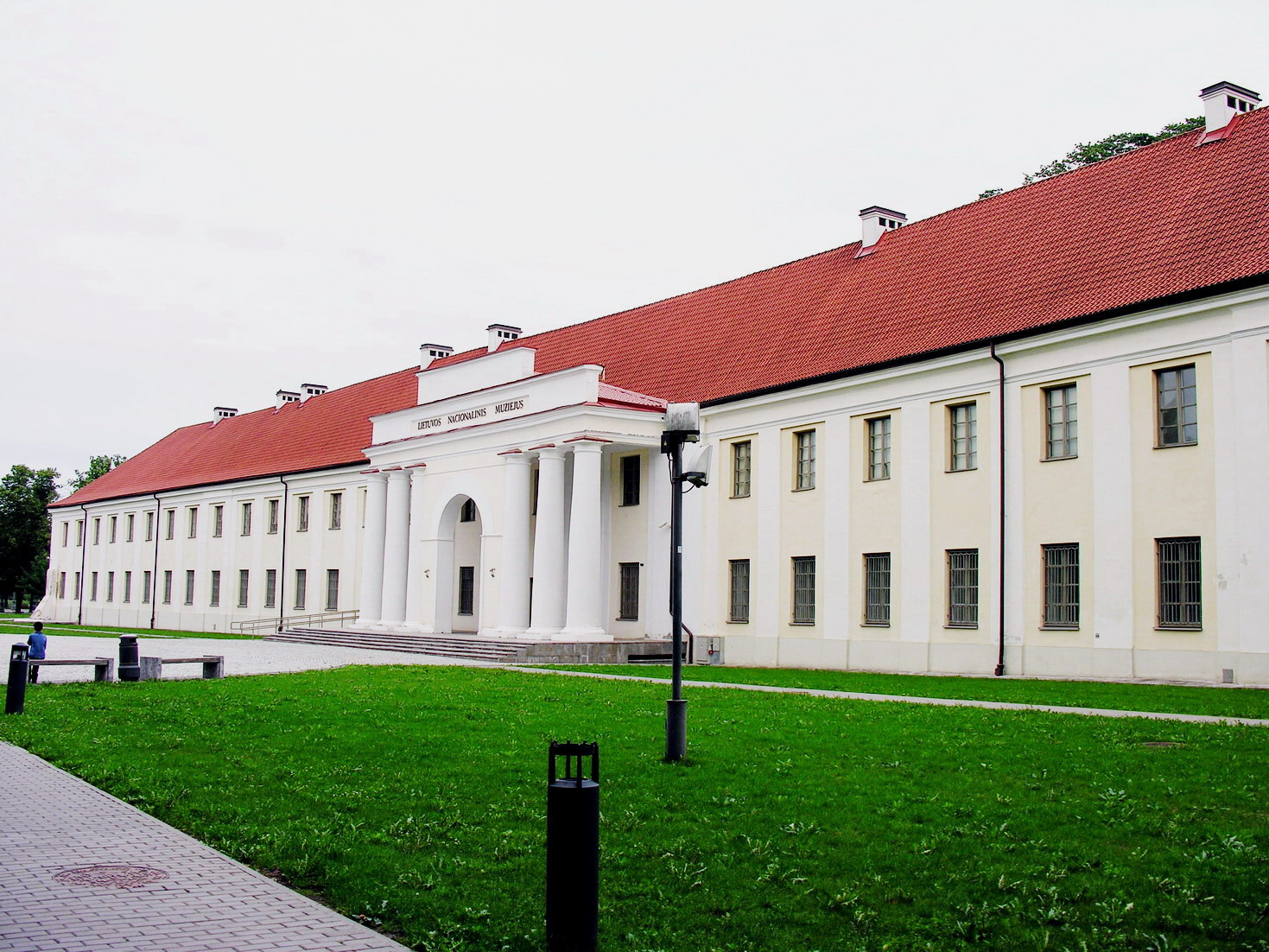
Новый Арсенал

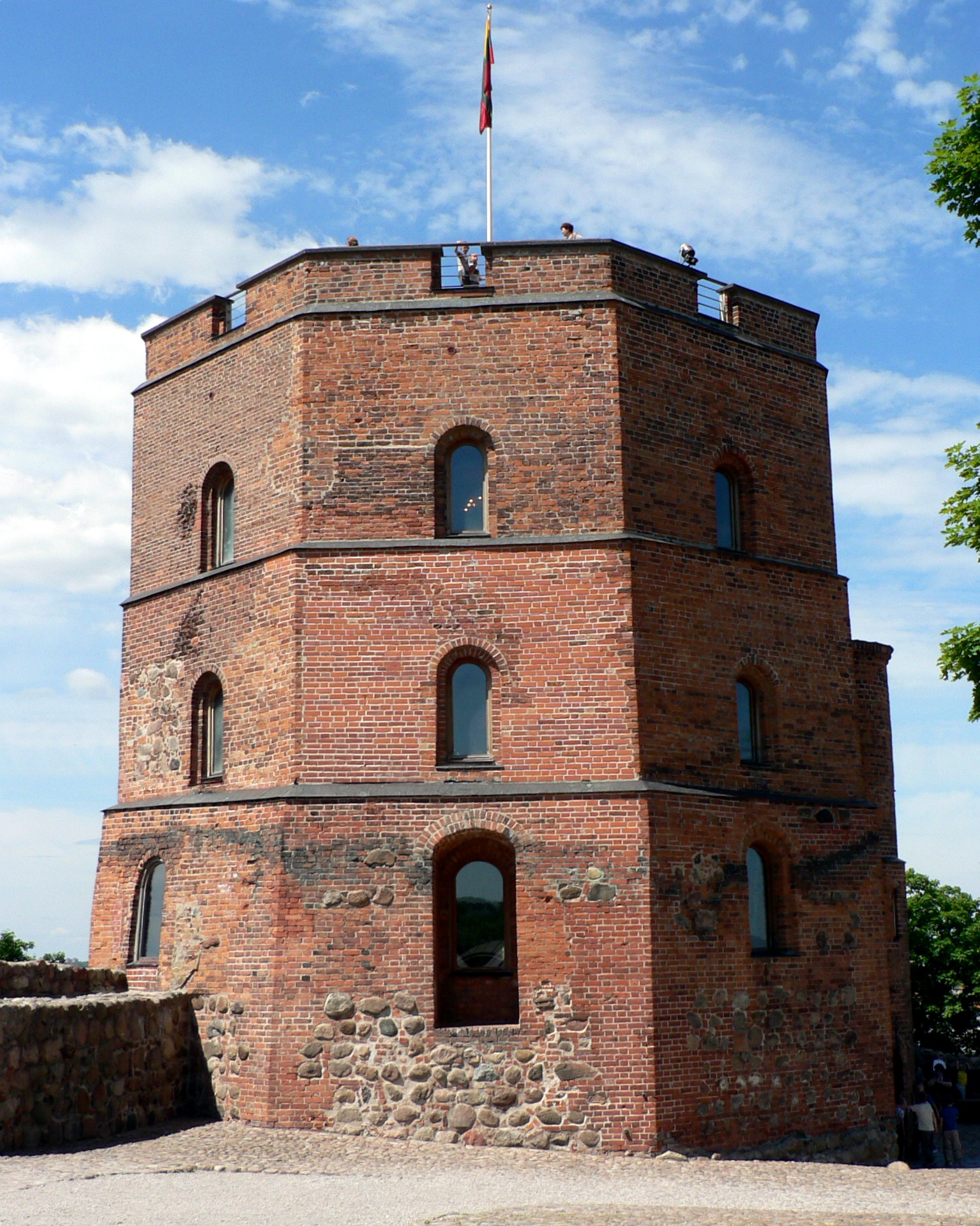
Башня Гедимина

Основан в 1952 году как Историко-этнографический музей; в 1965 году обосновался в отреставрированном здании Нового Арсенала у подножия Замковой горы. С 1992 Национальный музей Литвы; ул. Арсенало (Arsenalo g. 1).
Экспозиции размещены:
- Новый Арсенал (Arsenalo g. 1) с экспозицией, посвящённой истории древней Литвы от возникновения государства в XIII веке до его крушения в XVIII веке, а также литовской этнической культуре
- Старый Арсенал (Arsenalo g. 3) в северном корпусе Старого арсенала Нижнего замка с 2000 года археологическая экспозиция, охватывающая период от 11 тысячелетия до н. э. до XIII века
- Башня замка Гедимина (Arsenalo g. 5) с открытой в 1960 году экспозицией, посвящённой истории города и в особенности вильнюсских замков, образцами доспехов и оружия; с 1968 года филиал Историко-этнографический музей

Филиалы в Старом городе Вильнюса:
- Дом-музей Казиса Варнялиса, художника и коллекционера (Didžioji g. 26), в двух зданиях начала XV века (Малая гильдия и дом Масальского), сохранивших черты готической архитектуры, с коллекциями картографии, графики, живописи, скульптуры, керамики, восточного искусства
- Дом сигнатариев (Pilies g. 26) в здании, в котором 16 февраля 1918 года был подписан Акт независимости Литвы, с открытой в 2003 году мемориальной комнатой Йонаса Басанавичюса

Кроме того, филиалы:
- в Кудиркос-Науяместис — музей Винцаса Кудирки
- в Паланге — мемориальная усадьба Йонаса Шлюпаса
- в деревне Ожкабаляй — место рождения Йонаса Басанавичюса

## Дворец великих князей литовских
Национальный музей Дворца великих князей литовских (Nacionalinis muziejus Lietuvos Didžiosios Kunigaikštystės valdovų rūmai) открыт с 2013 года в двух из четырёх корпусов восстановленного в 2002—2009 года Дворца великих князей литовских (Дворца правителей) на Кафедральной площади (адрес Katedros a. 4). Две постоянные экспозиции отражают функции исторической резиденции правителей Литвы. Экспозиция исторического и архитектурного развития дворца знакомит с археологическими находками, макетами развития дворца, иконографическими материалами, текстовыми комментариями. Экспозиция восстановленных исторических репрезентативных интерьеров дворца знакомит с восстановленными историческими интерьерами поздней готики, ренессанса и раннего барокко в репрезентативных покоях.

## Государственный еврейский музей Виленского гаона
Восстановленный в 1989 году Еврейский музей, названный именем Виленского гаона в связи с отмечавшимся в 1997 году 200-летием со дня смерти выдающегося мыслителя. Имеет пять филиалов:
- Центр толерантности в здании довоенного еврейского театра на улице Наугардуко (Naugarduko g.10/2) с экспозицими постоянными (история евреев, сакрального, традиционного и современного искусства) и временные.
- Экспозиция, посвящённая Холокосту, в семи комнатах небольшого деревянного дома на улице Паменкальнё (Pamėnkalnio g. 12).
- Исторические экспозиции и мемориальные комнаты на ул. Пилимо (Pylimo g. 4) в здании бывшего доходного дома, построенного по проекту Тадуша Ростворовского.
- Паняряйский мемориал в 16 км от центра города в месте массового уничтожения евреев в годы Второй мировой войны.
- Мемориальный музей Жака Липшица (в г. Друскининкай).

## Музей театра, музыки и кино

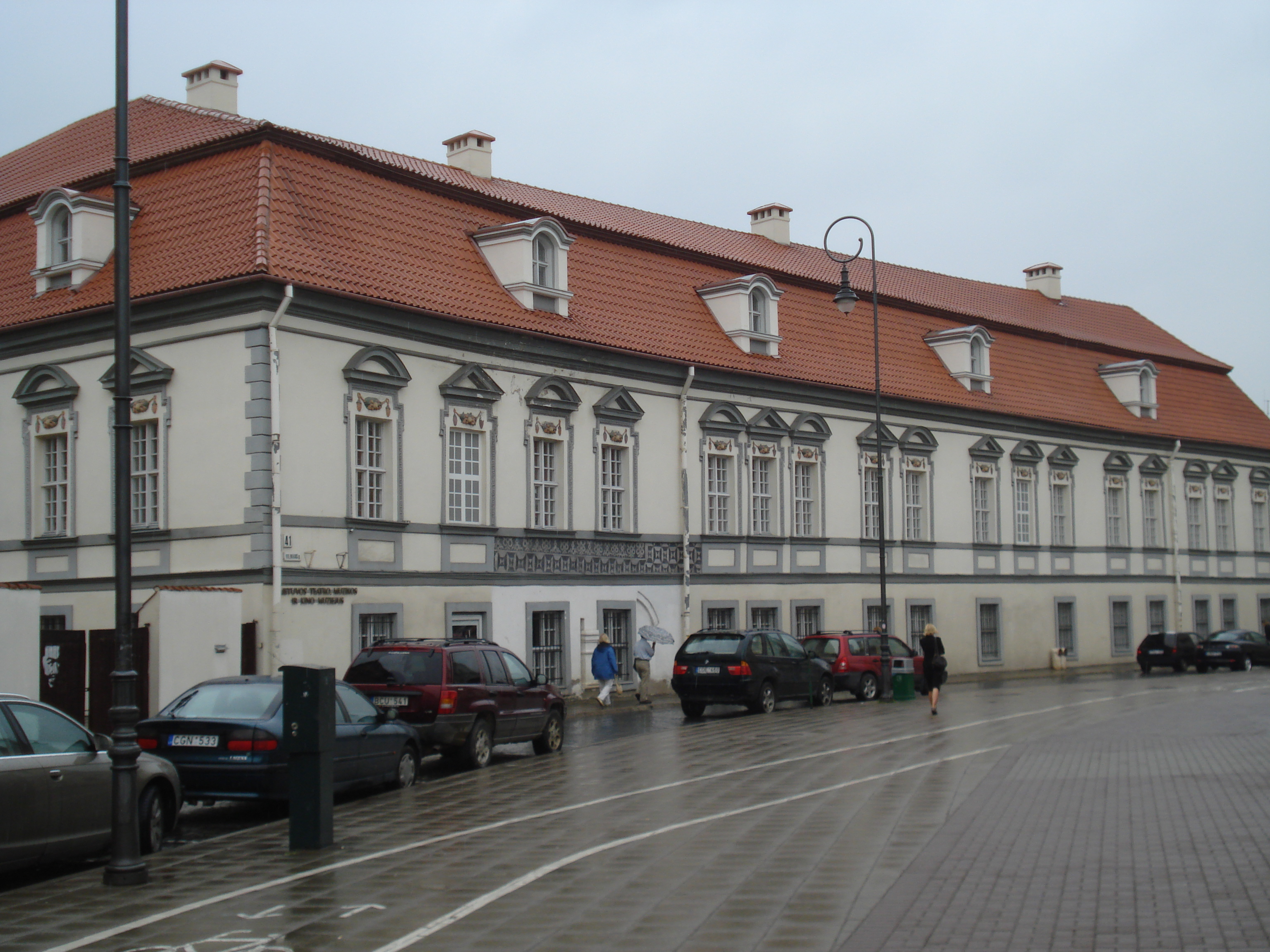
Музей театра, музыки и кино

Открытый в 1965 году во дворце Умястовских на улице Траку (первоначально с названием Музей театра и музыки), с 1996 года располагается в малом дворце Радзивиллов на улице Вильняус (Vilniaus g. 41), в котором в 1795—1810 годах действовал виленский городской театр. Экспозиция музея и сменные выставки знакомят с историей театра, музыки, кино в Литве.

## Музеи Вильнюсского университета

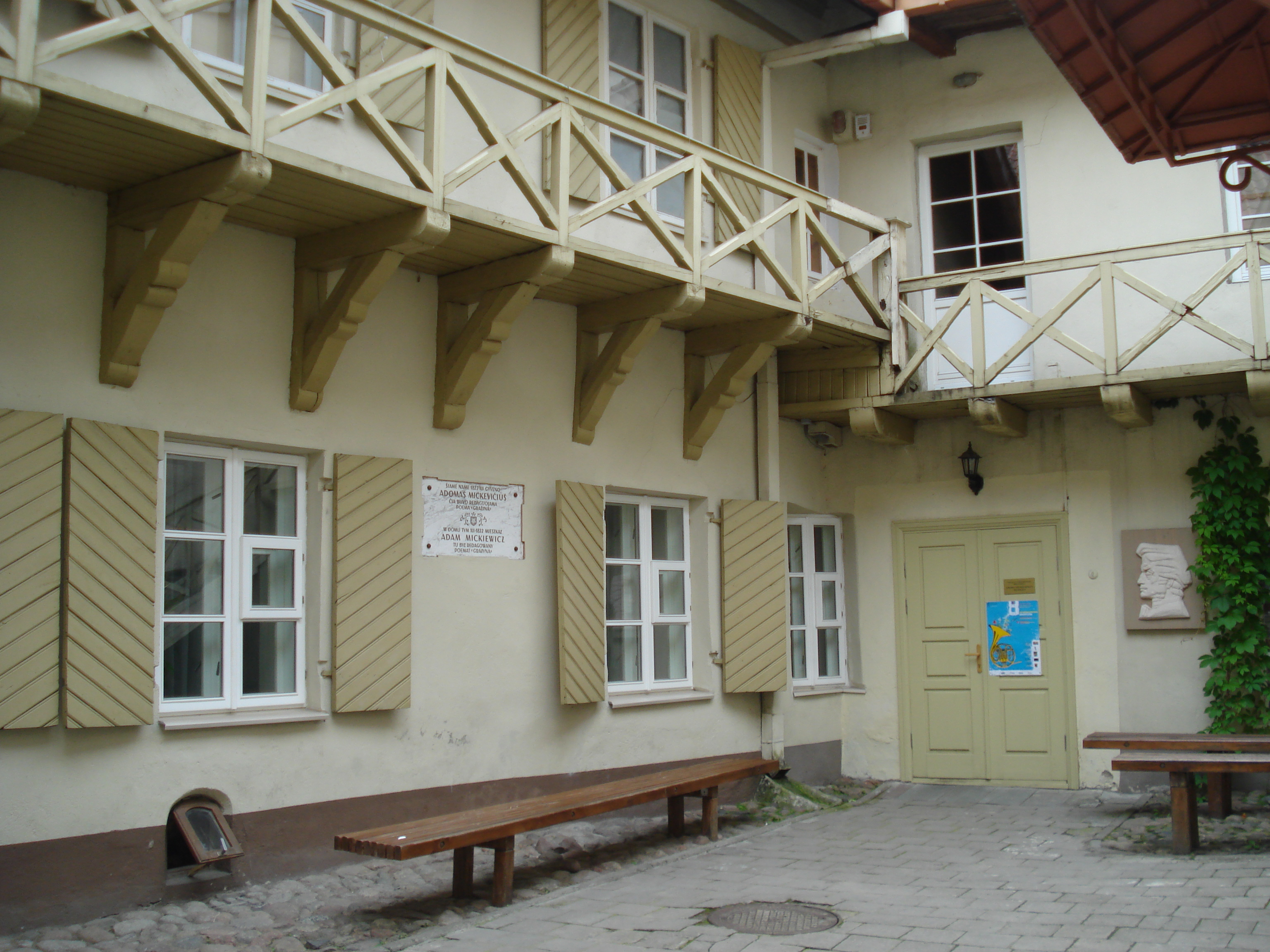
Двор музея А. Мицкевича

- Музей науки: экспозиция «Теология в Вильнюсском университете 1579—1832» в капелле Святой Анны костёла Святых Иоаннов в ансамбле Вильнюсского университета, на улице Шв. Йоно (Šv. Jono g. 12); временные экспозиции в Белом зале библиотеки Вильнюсского университета.
- Музей Адама Мицкевича открыт в 1979 году в трёх комнатах здания на ул. Бернардину (Bernardinų g. 11), где в 1822 году жил А. Мицкевич; свыше двухсот экспонатов.
- Музей физики при физическом факультете, Саулетякё алея (Saulėtekio alėja 9).
- Музей геологии и минералогии.
- Музей литовских математиков.
- Зоологический музей.
- Музей химического факультета, на ул. Наугардуко (Naugarduko g. 24).
- Музей истории медицины.

## Музеи самоуправления города Вильнюса
- Литературный музей А. С. Пушкина в бывшей усадьбе сына поэта, Г. А. Пушкина.
- Дом-музей Марии и Юргиса Шлапялисов, деятелей литовской культуры, на улице Пилес (Pilies g. 40).
- Мемориальная квартира-музей Б. Гринцявичюте, певицы.
- Мемориальный музей В. Креве-Мицкявичюса, литовского писателя.
- Мемориальная квартира-музей В. Миколайтиса-Путинаса, литовского писателя.
- Мемориальный кабинет-музей А. Венцловы, литовского писателя.
- Мемориальный дом-музей М. К. Чюрлёниса, на ул. Савичаус, 11.

## Прочие музеи
- Музей алмазов на ул. Вокечю, 11

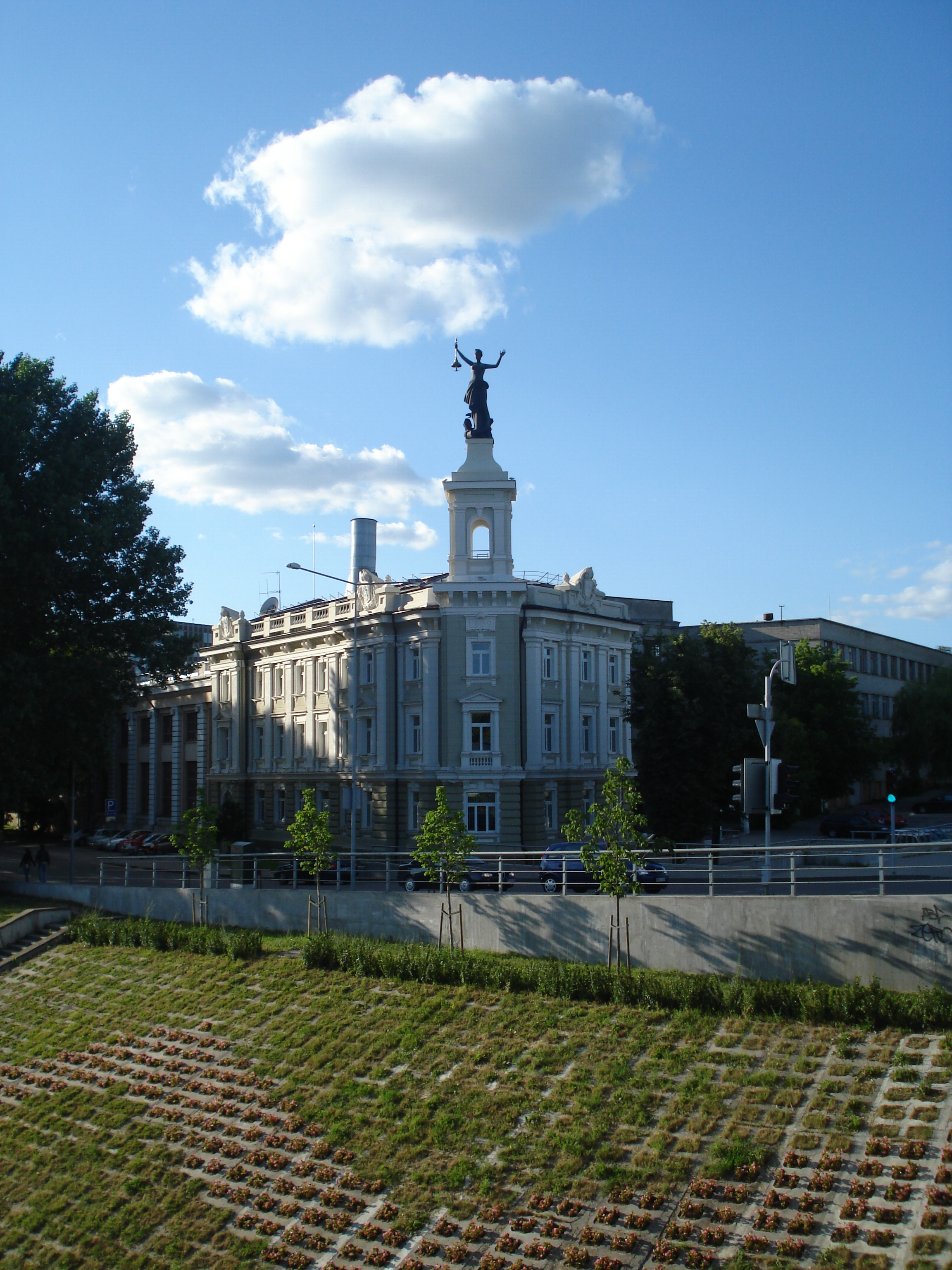
Музей энергетики и техники Литвы

- Музей церковного наследия на ул. Шв. Миколо, 9
- Музей архитектуры, действовавший до 2006 года в костёле св. Михаила (приказом министра культуры Литвы был ликвидирован[13]).
- Музей железных дорог, существующий с 1966 года и с 1 июня 2011 года разместившийся на втором этаже исторического здания ж/д вокзала (1861); учредитель и спонсор музея — акционерное общество «Литовские железные дороги» („Lietuvos geležinkeliai“)[14] Экспозиция занимает площадь 800 м² и состоит из трёх основных зон: информационной, где располагаются экспонаты (в целом ок. 9000 экз.); культурной, где проходят мероприятия; образовательной, где можно увидеть движущиеся модели поездов.
- Музей энергетики и техники Литвы, на набережной реки Вилии по ул. Ринктинес (Rinktinės g. 2), открыт в 2003 году в здании бывшей первой вильнюсской теплоэлектростанции, действовавшей в 1903—1998 годах[15]; к сентябрю 2008 года преобразован в Музей техники Литвы (Lietuvos technikos muziejus)[16]. Реконструированный музей открылся 22 сентября 2008 года[17].
- Музей Литовского радио и телевидения на ул. С. Конарскё (S. Konarskio g. 49)[18]
- Музей денег Банка Литвы, основан в 1994 году, в 1999 году разместился со своими экспозициями, посвящёнными банковскому делу и нумизматике, на улице Тоторю (Totorių g. 2/8)[19]).
- Музей оккупации и борьбы за свободу[20], учреждён в 1992 году, реорганизован в 1997 году. Располагается в здании на пр. Гедиминаса, где до августа 1991 года размещался КГБ[21].
- Музей пограничников, на пр. Саванорю (Savanorių pr. 2)[22].
- Таможенный музей
- Музей игрушек (с декабря 2012).[23]
- Белорусский музей в Вильно, существовавший с 1921 по 1945 годы.